# Maculonaclia dentata
Maculonaclia dentata là một loài bướm đêm thuộc phân họ Arctiinae, họ Erebidae.